# Zehnkampf-Länderkampf der Männer 1970 BR Deutschland – Rumänien
| 5. Leichtathletik-Länderkampf mit bundesdeutscher Beteiligung 1970 | 5. Leichtathletik-Länderkampf mit bundesdeutscher Beteiligung 1970 |
| ------------------------------------------------------------------ | ------------------------------------------------------------------ |
|                                                                    |                                                                    |
| Zehnkampf-Vergleich der Männer: BR Deutschland – Rumänien          |                                                                    |
| Austragungsort                                                     | Ebensfeld                                                          |
| Wettbewerbe                                                        | 1                                                                  |
| Datum                                                              | 25./26. Juli                                                       |
| 1. FRG 2. ROU                                                      | 36.479 Punkte 35.865 Punkte                                        |
| Chronik                                                            |                                                                    |
| ← FRG-USA LK (F)                                                   | URS-FRG 10kampf (M) →                                              |

Im fünften Vergleich des Länderkampfjahres 1970 traten erstmals die Zehnkämpfer in Erscheinung. In Ebensfeld am 25./26. Juli hieß der Gegner Rumänien. Es war die erste Begegnung der beiden Länder in einem Zehnkampf-Länderkampf. Die Bundesrepublik Deutschland ging offiziell mit einem B-Team an den Start.

## Wettbewerbe und Modus
Jede Nation konnte sechs Zehnkämpfer stellen, von denen die fünf Besten über die Addition ihrer Punkte aus dem Wettkampf gewertet wurden. Rumänien trat nur mit fünf Zehnkämpfern an, die alle gewertet wurden.

## Ergebnis
Der Einzelsieg ging an einen bundesdeutschen Athleten. Außerdem belegte Deutschland die Ränge vier sowie sechs bis acht. In der Summe der Punkte aller gewerteten Zehnkämpfer erreichte die bundesdeutsche Mannschaft 36.479 Punkte und gewann damit den Vergleich mit einem Vorsprung von genau 614 Punkten.

## Legende
Kurze Übersicht zur Bedeutung der Symbolik – so üblicherweise auch in sonstigen Veröffentlichungen verwendet:
| LK  | Länderkampf                    |
| DNF | nicht im Ziel (did not finish) |
| DNS | nicht am Start (did not start) |
| NMW | keine Weite (No Mark)          |

## Resultat
| Platz | Name                 | Nation | Punkte | 100 m  | Weit- sprung | Kugel- stoßen | Hoch- sprung | 400 m  | 110 m Hürden | Diskus- wurf | Stabhoch- sprung | Speer- wurf                 | 1500 m                      |
| ----- | -------------------- | ------ | ------ | ------ | ------------ | ------------- | ------------ | ------ | ------------ | ------------ | ---------------- | --------------------------- | --------------------------- |
| 01    | Günther Grube        | FRG    | 7917   | 10,7 s | 7,36 m       | 14,63 m       | 1,79 m       | 50,8 s | 15,0 s       | 44,88 m      | 4,30 m           | 76,58 m                     | 4:47,8 min                  |
| 02    | Kurt Socol           | ROU    | 7677   | 11,1 s | 7,23 m       | 12,95 m       | 1,91 m       | 51,4 s | 14,8 s       | 48,62 m      | 4,20 m           | 60,46 m                     | 4:43,5 min                  |
| 03    | Andrej Sepsy         | ROU    | 7509   | 11,1 s | 7,21 m       | 12,92 m       | 2,03 m       | 51,7 s | 14,5 s       | 42,24 m      | 4,10 m           | 50,70 m                     | 4:46,4 min                  |
| 04    | Werner Eikmeier      | FRG    | 7437   | 10,7 s | 6,98 m       | 12,54 m       | 1,79 m       | 49,6 s | 14,4 s       | 39,90 m      | 4,00 m           | 57,28 m                     | 4:47,3 min                  |
| 05    | Vasile Bogdan        | ROU    | 7421   | 11,0 s | 6,92 m       | 11,97 m       | 1,85 m       | 49,9 s | 15,7 s       | 41,02 m      | 3,90 m           | 65,86 m                     | 4:30,2 min                  |
| 06    | Karl-Jürgen Leyhe    | FRG    | 7318   | 11,1 s | 6,99 m       | 13,28 m       | 1,82 m       | 50,8 s | 15,0 s       | 39,24 m      | 3,60 m           | 59,06 m                     | 4:28,3 min                  |
| 07    | Werner Hägele        | FRG    | 6942   | 10,8 s | 6,84 m       | 13,66 m       | 1,76 m       | 53,9 s | 16,1 s       | 41,62 m      | 3,60 m           | 56,20 m                     | 4:54,5 min                  |
| 08    | Heinz-Ulrich Schulze | FRG    | 6863   | 10,7 s | NMW          | 14,37 m       | 1,82 m       | 51,2 s | 14,8 s       | 45,10 m      | 4,10 m           | 65,22 m                     | 4:48,6 min                  |
| 09    | Valentin Jurca       | ROU    | 6798   | 11,0 s | 7,76 m       | 14,20 m       | 1,85 m       | 52,8 s | 15,8 s       | 28,82 m      | 3,60 m           | 51,42 m                     | 5:20,3 min                  |
| 10    | Jon Vasilescu        | ROU    | 6510   | 11,3 s | 6,75 m       | 11,70 m       | 1,82 m       | 55,5 s | 15,0 s       | 34,08 m      | 3,50 m           | 54,82 m                     | 5:07,4 min                  |
| DNF   | Heiner Romberg       | FRG    |        | 10,8 s | 6,77 m       | 14,84 m       | 1,82 m       | 50,2 s | DNF          | 45,70 m      | DNS              | Aufgabe nach dem Diskuswurf | Aufgabe nach dem Diskuswurf |